# Idioma ifugao

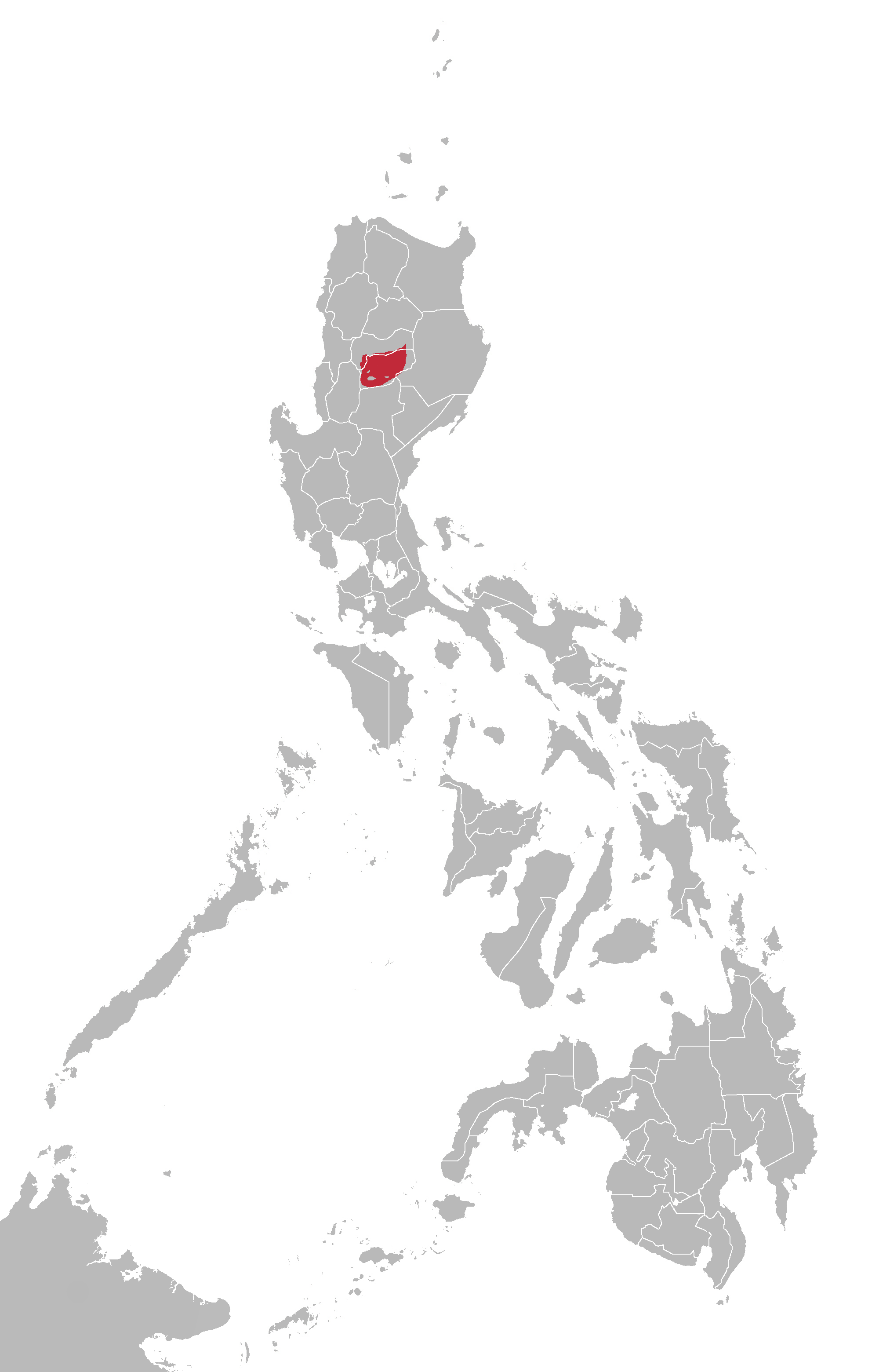
Localización de la región donde se habla Ifugao en Filipinas

El Ifugao o Batad es una lengua malayo-polinesia incluida en la familia de lenguas austronesias, que se habla por unas 130000 personas en los valles del norte de la provincia filipina de Ifugao y en la Provincia de Nueva Vizcaya, ambas en la isla de Luzón. Es integrante de la subfamilia dialéctica del norte de Luzón y está estrechamente relacionada con las lenguas Bontoc y Kankanaey. Es un continuo de dialectos, y sus cuatro variedades principales a veces se consideran idiomas separados.
El pueblo que usa esta lengua, los Ifugao son los constructores de los milenarios Arrozales en terrazas de las cordilleras de Filipinas, bien declarado como Patrimonio de la Humanidad por la Unesco en el año 1995.
Es uno de los 1039 idiomas en los que se puede encontrar el sitio web JW.ORG.
Las palabras tomadas de otras lenguas, como el idioma ilocano, reemplazan la terminología más antigua.

## Dialectos
La base de datos en inglés Ethnologue informa de las siguientes ubicaciones para cada uno de los cuatro dialectos del Ifugao:
- Ifugao Amganad: hablado en los municipios de Hungduan y Banaue de la provincia de Ifugao y en la provincia de montaña del suroeste. 27.100 hablantes a partir de 2000. Los dialectos son Burnay Ifugao y Banaue Ifugao.
- Ifugao Batad (Ayangan Ifugao): hablado en el centro de la provincia de Ifugao. También hay algunos hablantes en la provincia de Isabela, en la orilla oriental del embalse de Magat. 10.100 hablantes a partir de 2002. Los dialectos incluyen el Ifugao Ducligan.
- Ifugao Mayoyao (Mayaoyaw): hablado en la provincia de Ifugao , (norte de Mayóyao, Aguinaldo y Alfonso Lista) y Provincia de la Montaña (dos pequeñas zonas fronterizas). 30.000 hablantes en 2007.
- Ifugao Tuwali (Gilipanes, Ifugaw, Kiangan Ifugao, Quiangan, Tuwali): hablado en el sur de la provincia de Ifugao. 30.000 hablantes a partir de 2000. Los dialectos son Hapao Ifugao, Hungduan Ifugao y Lagawe Ifugao.

## Ortografía
El alfabeto Ifugao unificado es el siguiente: A, B, D, E, G, H, I, K, L, M, N, Ng, O, P, T, U, W, Y. Las letras se pronuncian de manera diferente según en el dialecto del hablante.

## Ejemplos de frases
- Hipay ngadan nu? (¿Cómo te llamas?)
- Hipay oras mu? (¿Qué hora es?)
- Amtam ni man-español? (¿Habla español?)
- Mabalin tulungan mirak? (¿Puede ayudarme?)
- Mayat ni aghapa (Buenos días)
- Mayat ni magiwid (Buenas tardes)
- Mayat ni malabi (Buenas noches)